# Aloe petrophila
Aloe petrophila ist eine Pflanzenart der Gattung der Aloen in der Unterfamilie der Affodillgewächse (Asphodeloideae). Das Artepitheton petrophila leitet sich von den griechischen Worten petra für ‚Fels‘ sowie -philos für ‚Freund‘ ab und verweist auf das felsige Habitat der Art.

## Beschreibung

### Vegetative Merkmale
Aloe petrophila wächst stammlos oder selten sehr kurz stammbildend, ist einfach oder sprosst und bildet dann kleine Gruppen. Die Triebe erreicht eine Länge von bis zu 8 Zentimeter. Die 10 bis 20 länglich lanzettlich, spitz zulaufenden Laubblätter bilden eine dichte Rosette. Die leuchtend grüne, linierte Blattspreite ist 20 bis 25 Zentimeter lang und 5 bis 6 Zentimeter breit. Sie ist mit zerstreuten verlängerten H-förmigen trübweißen Flecken besetzt. Die stechenden, dunkelbraunen Zähne am Blattrand sind 3 bis 5 Millimeter lang und stehen 8 bis 12 Millimeter voneinander entfernt.

### Blütenstände und Blüten
Der Blütenstand weist drei bis sechs Zweige auf und erreicht eine Länge von 50 bis 75 Zentimeter. Die dichten, kopfig-ebensträußigen Trauben sind 4 bis 8 Zentimeter lang und 5 bis 6 Zentimeter breit. Die lanzettlich spitz zulaufenden, weißen Brakteen weisen eine Länge von etwa 7 Millimeter auf. Die korallenrosafarbenen Blüten stehen an bis zu 15 Millimeter langen Blütenstielen. Sie sind 28 Millimeter lang und an ihrer Basis gestutzt. Auf Höhe des Fruchtknotens weisen die Blüten einen Durchmesser von 7 Millimeter auf. Darüber sind sie abrupt auf 4 Millimeter verengt und schließlich zur Mündung erweitert. Ihre äußeren Perigonblätter sind auf einer Länge von 8 Millimetern nicht miteinander verwachsen. Die Staubblätter und der Griffel ragen kaum aus der Blüte heraus.

## Systematik und Verbreitung
Aloe petrophila ist in der südafrikanischen Provinz Limpopo in Höhen von etwa 1000 Metern verbreitet. 
Die Erstbeschreibung durch Neville Stuart Pillans wurde 1933 veröffentlicht.

## Nachweise